# Saly Ákos Sándor
Saly Ákos Sándor (Sali Ágost Sándor) (Asszonyfa, Vas vármegye, 1822. július 29. – Komárom, 1862. április 15.) Szent Benedek-rendi áldozópap és tanár.

## Életútja
Saly László kovácsmester és Kis Julianna fia. 1841. szeptember 15-én lépett a rendbe; a bölcseletet Győrött, a tanári képzőt Bakonybélben, teológiai tanulmányait Pannonhalmán bevégezte, 1849. szeptember 16-án fölszentelték; azon évtől kezdve tanár volt a komáromi gimnáziumban.
Cikkei a komáromi gimnázium Értesítőjében (1856. Értekezés a természettan köréből, 1860. Földrengések magyar hazánk határain, különösen városunkban, történeti adatok és kéziratok nyomán); a Képes Ujságban (1859. Xantus János); irt még a Religió és Nevelés, a Tanodai Lapok, Religio, Divatcsarnok, Hetilap, Pesti Napló, Pesti Hirnök, Idők Tanúja, Győri Közlöny, M. Sajtó c. lapokba s a Komáromi Kalendáriumba.